# Raoul Kouakou
Raoul Kouakou (Abidjan, 3 gennaio 1980) è un ex calciatore ivoriano, di ruolo difensore.

## Carriera

### Club
Kouakou giocò per lo Stade d'Abidjan, prima di trasferirsi ai norvegesi del Sogndal. Esordì nell'Eliteserien in data 28 luglio 2002, quando fu titolare nella vittoria per 2-0 sul Vålerenga. Passò poi agli svedesi del Malmö, che un anno più tardi lo prestarono ai danesi del Viborg. Tornato al Malmö, fu ceduto con la stessa formula al Sandefjord. Nel 2008 tornò in patria, allo Jeunesse Club d'Abidjan.

### Nazionale
Conta una presenza per la Costa d'Avorio.